# 岩井食品
有限会社岩井食品（いわいしょくひん）は、かつて北海道札幌市西区八軒2条に存在した漬物の製造業者。

## 概要
1961年（昭和36年）に創業し、1970年（昭和45年）4月に法人改組する。2012年（平成24年）時点で創業50年を超える老舗業者であった。自社の工場にて白菜、キャベツ、カブ、胡瓜などの浅漬けを主体に計14種類の漬物製品を製造し、札幌市内及びその近郊のスーパーマーケット、ホテル、飲食店、高齢者施設など流通先約30社以上で販売・提供されていた。同社に借入金は無く、堅実経営を展開していたとされ、2007年（平成19年）3月期では売上高1億4500万円を計上していた。だが、後述の事件を起こす数年前からは食生活の変化に伴う漬物の需要減少や他社との競争激化に伴って利幅が薄くなっており、2012年（平成24年）3月期では売上高9500万円程にまで後退していた。
2012年8月より同社の製造する白菜の浅漬け製品「白菜きりづけ」による病原性大腸菌の集団食中毒事件が発生し、最終的に169人が発症、8人が死亡する事態となる。札幌市保健所は同年8月14日より同社に対し営業禁止処分を命じ、その後10月10日に同社より札幌地方裁判所に民事再生法の適用が申請され、廃業。被害者へ医療費や慰謝料を弁済した後清算された。

## 集団食中毒事件

### 概要
2012年8月7日、札幌市内及び苫小牧市内の複数の高齢者施設にて下痢・血便などの症状を呈した入居者が発生していることが明らかになり、8月11日 - 12日にかけて女性入居者計2名が腸管出血性大腸菌感染症により死亡する。札幌市保健所が調査したところ、各高齢者施設で共通して8月1日に岩井食品の浅漬け製品「白菜きりづけ」が提供されていたことが判明し、その製品及び有症者の便を検査したところ、双方に同じ遺伝子型の腸管出血性大腸菌(O157)が検出された。札幌市保健所は「白菜きりづけ」を原因とする食中毒事件であると断定し、岩井食品に対して8月14日からの営業禁止を命じた。また、保健所は8月9日の段階で既に岩井食品を原因の一つとして疑い、製造施設の調査を開始しており、8月10日には「白菜切りづけ」が原因である可能性を同社に指摘し、8月11日に自主休業及び販売先へ原因となった商品「白菜きりづけ」の回収依頼をしている。同社は8月15日に記者会見を開いて謝罪、原料の白菜が消毒不足であった可能性を認め、「白菜きりづけ」を含めた同社の製造する漬物製品14種をすべて自主回収すると発表した。
2012年8月に入ってから、札幌市・江別市・千歳市・苫小牧市の各保健所管内では高齢者施設から食中毒の症状を訴える入所者が合計約100名に上っていた。高齢者施設以外でも感染が確認され、飲食店やホテルで食べた漬物で感染した例や、スーパーで購入した漬物を食べた4歳女児が死亡した例があった。最終的に169人が発症、2012年9月末までに8人が死亡する事態となった。発症者の殆どが70歳代 - 100歳代の高齢者であった。
原因となった「白菜きりづけ」は、取り扱いのあるスーパーでは1日に20 - 30個ほど売れる人気商品であったという。

### 規模
厚生労働省によれば、1996年以降に発生した集団食中毒事件による死者数で、死者が最も多かったのは2002年に栃木県宇都宮市の病院・高齢者施設で発生した事件の死者9人。2番目に多かったのは、当記事で記述している北海道の岩井食品による白菜漬けの食中毒事件による死者8人、次いで2011年に石川県のフーズ・フォーラスが経営する焼肉店で発生したユッケ集団食中毒事件の死者5人となっている。

### 原因
札幌市保健所の調べでは、原因となった浅漬けは7月28日に漬け込みされ、7月29日 - 30日にかけて出荷、消費期限が8月2日 - 3日の商品であるとされ、流通量は約250キログラムとされていた。しかし、その後の調査で7月28日に漬け込まれた浅漬けを7月31日にも出荷したことが判明し、汚染された疑いのある製品は消費期限が8月4日の物も含まれ、流通量は計500キログラムにのぼった。全体像の把握が遅れた原因として、岩井食品の書類管理が杜撰であり製造記録が遡れなかったためとしている。
当時の同社工場ではスーパーからの特売対応に追われており、通常の2倍の量の野菜の漬込作業を行なっていた。しかし、水1リットルあたり150ミリグラムの濃度の塩素を入れた水槽に、原料となる野菜を通常130キログラム浸して10分間殺菌するところを270キログラム投入し、塩素濃度の確認も不十分なまま作業をしたため、消毒不足が汚染を招いたとされる。また、従業員は消毒液を目分量で投入しており、塩素濃度が落ちても液を追加せずに消毒を繰り返していたという。2012年9月7日 - 8日にかけて保健所立ち会いのもと同社工場で製造工程の再現試験を行った際には、作業開始時に210 - 250ppmだった塩素濃度は半分に落ちていた。そのほか、外側の葉（鬼葉）を剥がして切り分けた白菜を再び鬼葉の上に置く、床に直接置いていたホースを洗浄せずに樽に入れる、消毒前後で作業エリアの区分がされておらず工程毎に汚染があった、消毒と水洗いで同じ容器を使用しており未消毒の材料が漬込み工程に入っていた、プラスチック製の漬け樽・漬け石・水槽などの備品に関して洗剤による洗浄は行なっていたが、殺菌を行なっていなかったことなどが判明し、製造過程において消毒の不備や衛生意識の低さなどが多く見られた。ただし、白菜の汚染に至った決定的な原因は分からず、病原性大腸菌の侵入経路も特定することはできなかった。
岩井食品では製造工程において井戸水と水道水を併用していたが、井戸水からO157は検出されなかった。O157に汚染された土壌が野菜に付着した可能性も疑われたが、岩井食品以外の野菜の納入先から同様の被害が発生していないことから可能性は低いとされた。従業員は滅菌した作業着と手袋を使用していたことから、従業員からの感染の可能性も低いとされた。2名の従業員の便からO157が検出されたが、この2名は包装作業中の漬物の味見を担当していたためである。
札幌市保健所が2008年10月に岩井食品の製品の抽出検査を行った際にも基準を上回る細菌が検出されており、食材の殺菌方法の改善を指導していた。その後2009年1月に岩井食品より提出された改善報告書には、殺菌効果を高める為に白菜を従来より細かく切る、塩素濃度を上げて適宜測定し数値を記録に残す、などの報告がなされていた。しかし、今回の事故による調査で岩井食品には塩素濃度を記録した帳簿が見つからなかった。作業自体は改善報告書に則っていたとしているが、消毒液の交換時期などの具体的に基準は決めておらず、ほぼ従業員の判断で行なっていたという。また、岩井食品では週に1回外部の業者に委託して製品の検査を行なっていたが、その検査項目にO157は含まれていなかった。民間業者へのO157の検査は高額であり1回1万円程かかるため、コスト削減のために項目を外したとされている。
漬物の製造において、たくあんや福神漬けなどはパック後に熱湯による加熱が施されることや、ぬか漬けやキムチなどの「伝統的」な漬物は高い塩分や乳酸菌発酵により菌が死滅することも有るが、昨今の浅漬けは「減塩志向」により塩分濃度が低い調味液に漬けられただけのものが多く発酵がされないこと、お湯に通すと食感が損なわれるため一般的に加熱殺菌は行わないことなどが原因であるとの指摘もされた。

## 影響

### 浅漬け業者
2012年8月22日に北海道庁で行われた連絡会議では、漬物製造業者より「浅漬けの売り上げが落ち込んでいる」との報告がなされた。北海道内のスーパーでは、事故前後で白菜の浅漬けの売上が1日あたり4 - 5割減少し、代わりに胡瓜や茄子の漬物の取り扱いを増やすなどの対応に追われる店舗もあった。事故直後では札幌市中央卸売市場における白菜の卸売価格が過去3年平均より57%下落するなどの影響も発生した。
この事件を受け、厚生労働省は各都道府県を通じて全国の浅漬け製造業者計5426施設を調査したところ、9割にあたる4926施設の製造工程や設備において不備があったと発表した。原材料の殺菌の不備や、殺菌の記録を取っていない施設が8割、大腸菌や異物混入の検査を実施していない施設が7割、温度管理を怠っている施設が5割にのぼるとされ、各自治体により改善を指導した。また、北海道内で浅漬けを製造する140施設のうち、95施設において「化学的な物を使いたくない」「旨味が損なわれる」といった理由によって消毒に塩素が使われていないことも判明し、各保健所により塩素消毒の徹底が呼びかけられた。塩素消毒の徹底には業者から懐疑的な声も多く、「今まで塩素を使わずに問題がなかった」「法律で義務化されなければ使わない」「食感が損なわれる」「原料より器具の殺菌の方が重要」などの指摘がなされた。

### 「漬物の衛生規範」改正
1981年に策定された「漬物の衛生規範」も改正され、原材料を保管する際の温度管理や、殺菌方法などについて明記されるようになった。漬物の衛生規範の改正は、1995年に部分的な修正がなされた以外に抜本的に改正されるのは策定以来初となる。これまで漬物の製造過程では殺菌方法を明確に定めたマニュアルが存在せず、業者の自主判断に任せていたのが実情であった。全日本漬物協同組合連合会では2002年に浅漬けの製造マニュアルが作成されたことがあり、白菜の殺菌方法などを1997年に厚生労働省が作成した「大量調理施設衛生管理マニュアル」と同様に定めていたが、こちらもマニュアルに従わない場合の罰則規定などはなく実際の消毒法は業者の判断に委ねられていた。
全国漬物協同組合連合会は、漬物製造業を許可制に移行するよう国や都道府県に要請した。乳製品や食肉などの製造業は食品衛生法に基いて保健所長の営業許可が必要であるが、漬物は対象外であった。許可業種に指定されれば工場の衛生管理などについて保健所からチェックを受けることになり、衛生対策が不十分な業者を早期に発見できることが期待される。その後、漬物製造業の許可制は富山県、石川県、福井県などで導入され始めてきている。

### 業界団体
北海道には2006年まで漬物の業界団体として「北海道漬物協同組合」が存在したが、資金不足や業者自体の減少に伴って連携する利点が無いなどを理由に解散していた。この事故をきっかけに道内最大手の漬物製造業者北日本フードを発起人として道内の漬物企業61社が参加する「北海道漬物類組合」が2012年10月に設立され、衛生管理の徹底や安全な製造体制の確立、漬物の信頼回復を目標に掲げた。

### 行政
今回の事故に関してそれぞれ別々に保健所を持つ北海道と札幌市の連携不備による発表の遅さも指摘された。札幌市保健所へ最初に高齢者施設より食中毒発生の連絡が入ったのが2012年8月7日で、8月9日には岩井食品の製品が感染源とする可能性が高いと判断していたが、「"可能性が高い"というだけでは発表できない」としてすぐには業者名が発表されず、浅漬けの製品と患者の便から検出された菌の遺伝子が一致した8月14日に初めて公表された。札幌市保健所は問題となった製品「白菜きりづけ」の札幌市内での流通先を8月14日に公表したが、札幌市外の流通先は北海道に委ねる形となり、北海道による発表は8月15日と1日遅れる形となった。食中毒の感染源や患者が広範囲に渡った場合の連携に関して、両者に取り決めは無かったという。北海道知事の高橋はるみは「タイミングが合わなかった事は反省する」「二重行政の弊害のようなことが出てきた」と述べたのに対し、札幌市長（当時）の上田文雄は「二重行政とは違う」「情報の精査に時間がかかるタイムラグの問題」と否定する一幕もあった。

## 廃業
岩井食品は2012年10月10日に札幌地方裁判所に民事再生法の適用を申請し、廃業する方針とした。流通先の高齢者施設・飲食店・ホテルに対する損害賠償や被害者に対する医療費などによって負債が膨らむことを考慮し、配当が債権者に均等に振り分けられる破産手続きではなく、話し合いによって支払いの優先順位を付けることができる民事再生法が選ばれた。帝国データバンクによれば、破綻の直接の原因は「営業禁止処分により受注の見通しが立たなくなったため」としている。
2013年5月31日に発表された弁済計画では、岩井食品が負担する債務総額は3億4459万円。経営者の自宅や工場を売却して得た2億9900万円に加えて3000万円の原資を作り、最終的に95.5%が弁済できる見込みとしている。札幌市保健所によれば、岩井食品に被害を申請した被害者は169人中115人で、そのほか死者8名の遺族と、企業など23団体が申請した。8月5日には札幌地方裁判所より再生計画の認可決定を受け、被害者への債権の弁済について1次配当と2次配当を同時期に行う予定とされ、弁済終了後に清算された。
なお、岩井食品の本社屋はその後解体され、2021年現在は住宅2軒が立地している。